# Comitatul Laramie, Wyoming
Comitatul Laramie, conform originalului din engleză,  Laramie County, este unul din cele 23 comitate ale statului american  Wyoming. Sediul comitatului este orașul Cheyenne, care este totodată și capitala statului Wyoming.

## Demografie
|  | Graficele sunt indisponibile din cauza unor probleme tehnice. Mai multe informații se găsesc la Phabricator și la wiki-ul MediaWiki. |

Date: Wikidata - grafică realizată de Wikipedia